# Big Beaver (Pennsylvanie)
Big Beaver est un borough situé dans le comté de Beaver, en Pennsylvanie, aux États-Unis,. En 2010, il comptait une population de 1 970 habitants. Il est incorporé le 2 avril 1858.

## Démographie
Lors du recensement de 2010, le borough comptait une population de 1 970 habitants. Elle est estimée, le 1er juillet 2019, à 1 919 habitants.

### Source de la traduction
- (en) Cet article est partiellement ou en totalité issu de l’article de Wikipédia en anglais intitulé « Big Beaver, Pennsylvania » (voir la liste des auteurs).